# Bataille de Ghazni
Guerre d'Afghanistan
La bataille de Ghazni a lieu du 9 au 15 août 2018 pendant la guerre d'Afghanistan. L'offensive menée par les talibans à Ghazni est repoussée par l’armée afghane.

## Déroulement
Le soir du 9 août 2018, les talibans lancent une vaste offensive contre Ghazni, une ville de 150 000 habitants (280 000 en comptant la zone urbaine), située sur l'autoroute reliant la capitale, Kaboul, à Kandahar, la deuxième plus grande ville du pays,. Ghazni est alors tenue par des troupes du 203e corps de l'armée nationale afghane, de la 303e zone de la police nationale afghane et des forces spéciales afghanes. Les talibans commencent par attaquer les barrages tenus par les forces de sécurité afghanes aux entrées de la ville avec des armes automatiques et des mortiers. Après avoir pris les chekpoints et les casernes, les insurgés s'emparent de plusieurs quartiers du nord et de l'ouest de la ville,. Ils détruisent aussi des antennes relais de télécommunication et l'électricité est coupée le 10 août,. Les forces gouvernementales se replient alors à l'intérieur de la ville pour tenter de tenir les bâtiments officiels. La prison est également assiégée.
La nuit du 9 au 10 août, des hélicoptères AH-64 Apache de la 101e division aéroportée et des drones MQ-9 Reaper américains interviennent pour soutenir les forces afghanes au sol,,. Des hélicoptères afghans sont aussi engagé mais l'un d'eux s'écrase. Le 10 août, l'aviation américaine commencent à effectuer des frappes à Ghazni avec des A-10 et des chasseurs-bombardiers F-16,. Des soldats américains de l'équipe de combat de la 1re brigade Stryker de la 4e division d'infanterie et trois équipes de douze bérets verts des Special Forces arrivent en renfort à Ghazni. Les forces afghanes sont conseillées par le brigadier-général Richard Johnson, commandant adjoint de la 101e division aéroportée. Les forces spéciales afghanes sont également appuyées par des conseillers militaires américains de la 1st Security Force Assistance Brigade (en).
Les talibans bloquent également l'autoroute et l'armée doit prendre des routes secondaires pour acheminer des renforts. En chemin, plusieurs convois militaires subissent des attaques de la part des insurgés.
Pendant les combats, les deux camps émettent des revendications contradictoires,. Le 10 août, le gouvernement et les talibans affirment tous deux contrôler la ville. Le 13 août, le ministre afghan de l'Intérieur, Waïs Barmak, affirme qu'avec l'arrivée de renforts les forces gouvernementales ont repris le contrôle total de Ghazni, mais le même jour les taliban déclarent qu'ils tiennent la majeure partie de la ville. Des habitants témoignent également que les talibans sont à l'intérieur de Ghazni et qu'ils incendient des bâtiments publics et font du porte-à-porte pour réclamer de l'eau, du thé ou des brouettes pour transporter leurs blessés. De nombreux habitants fuient alors la ville et les combats.
Le 15 août, les combats s'achèvent à Ghazni et la ville demeure sous contrôle gouvernemental.

## Les pertes
Le 13 août, le ministre de la Défense Tariq Shah Bahrami annonce qu'au moins 100 membres des forces de sécurité afghanes et 20 à 30 civils ont été tués à Ghazni depuis le début de la bataille. Il porte également les pertes des taliban à précisément 194 morts, dont 12 commandants, et 147 blessés, avec notamment 95 morts causés le jour même par des raids aériens. Le colonel Farid Ahmad Mashal, chef de la police de Ghazni, déclare le 12 août au New York Times que 1 000 insurgés ont pris part à l'assaut contre la ville et que 500 d'entre eux ont été tués. Le brigadier général Dadan Lawang, commandant en chef du 203e corps de l'armée nationale afghane, affirme ensuite que 112 militaires et policiers ont été tués lors de la bataille et 56 autres blessés.
Les forces américaines affirment également que plusieurs centaines de talibans ont trouvé la mort pendant la bataille. Le 14 août, le lieutenant-colonel Martin O'Donnell, porte-parole de la Mission Resolute Support, déclare que 220 taliban ont été tués à Ghazni depuis le 10 août par l'aviation et les hélicoptères américains,. Le bilan passe ensuite plus précisément à 226 tués.
Les forces spéciales américaines déplorent quant à elles neuf blessés, dont deux sont décorés de Purple Heart. Plusieurs de leurs véhicules blindés ont également été détruits ou endommagés.
Le bilan des pertes gouvernementales afghanes est en partie confirmé le 12 août par Baz Mohammad Hemat, le directeur de l'hôpital de Ghazni, qui affirme que 113 corps et 142 blessés, la plupart vêtus d'uniformes militaires, ont été transportés à l'hôpital, tandis qu'Abdul Basir Ramaki, le directeur de l'hôpital provincial de Ghazni, déclare le 15 août : « Nous avons reçu environ 100 corps, dont la plupart étaient des forces de l'ordre et des policiers, mais il y avait aussi quelques civils parmi eux ».
Le 15 août, le représentant spécial de l'ONU en Afghanistan, Tadamichi Yamamoto, affirme que « des estimations non confirmées font état d'un bilan de 110 à 150 victimes civiles ».

## Annexe

### Vidéographie
- [vidéo] Afghanistan : quatre jours de bataille contre les Taliban pour le contrôle de Ghazni, France 24, 14 août 2018.
- [vidéo] Afghanistan : les Taliban à l’offensive à Ghazni, France 24, 14 août 2018.